# Klasies-River-Höhlen
Als Klasies-River-Höhlen (auch: Klasies River Mouth) wird eine Gruppe von paläoanthropologischen und archäologischen Fundstätten in Südafrika bezeichnet. Die Höhlen liegen ungefähr 500 Meter östlich und oberhalb der Mündung (engl.: mouth) des namensgebenden Flusses Klasies in der Provinz Ostkap, unweit des Ortes Humansdorp an der Tsitsikamma-Küste. In den Höhlen wurden zahlreiche hominine Fossilien aus dem Middle Stone Age gefunden, die von einigen Forschern als die ältesten Belege für die Anwesenheit des archaischen Homo sapiens in Südafrika interpretiert werden.
Die zwei größeren Höhlen und drei Abris wurden erstmals 1967/68 durch Ronald Singer und John Wymer erkundet. Festgestellt wurden damals und bei den ab 1984 von Hilary John Deacon fortgesetzten Grabungen mehrere Fundhorizonte aus dem Middle Stone Age, darüber Schichten aus dem Later Stone Age, und zwischen diesen beiden Bereichen eine sterile Schicht, verursacht durch einen erhöhten Meeresspiegel, dessen Wellengang das Innere der Höhlen erreichte. Durch Wellengang wurden die Höhlen vor rund zwei Millionen Jahren auch ausgewaschen. Eine der Schichten konnte der Howieson’s Poort Industrie zugeordnet werden.
Die unterste Schicht der bis zu 30 Meter starken Ablagerungen in den Höhlen entstand vor rund 120.000 Jahren, für die darüber liegenden Schichten des Middle Stone Age wurde ein jüngeres Alter von bis zu 60.000 Jahren bestimmt.
Entdeckt wurden u. a. zehn einzelne Zähne, fünf teilweise erhaltene Unterkiefer, zwei Oberkiefer-Fragmente und rund ein Dutzend andere Schädel-Fragmente, ferner etliche Knochen aus dem Bereich unterhalb des Schädels. Die Größenunterschiede vergleichbarer Knochen sind ungewöhnlich groß, was entweder auf einen besonders ausgeprägten Sexualdimorphismus zurückzuführen ist oder darauf, dass die Höhle abwechselnd von mehreren Populationen genutzt wurde. Zahlreiche Knochen weisen Verbrennungen und Schnittspuren auf, vermutlich wurde Muskelgewebe von ihnen abgeschabt; sie stammen aus einer 110.000 bis 100.000 Jahre alten Fundschicht und wurden vermischt mit entfleischten Knochen von  diversen Tierarten gefunden. Ferner wurde eine 120.000 Jahre alte Feuerstelle mit Resten von verkohlten, stärkehaltigen Pflanzenteilen entdeckt.
Für die Höhlen wurde im Jahr 2015 zusammen mit weiteren der Status eines UNESCO-Welterbes beantragt. Im Juli 2024 wurden unter der Bezeichnung „Die Entstehung des modernen Menschen: Die pleistozänen Besiedlungsstätten Südafrikas“ drei archäologische Stätten in die Liste des UNESCO-Welterbes aufgenommen, die Klasies-River-Höhlen sind allerdings nicht darunter.

## Belege
1. 1 2 3  Eintrag Klasies River in: Bernard Wood: Wiley-Blackwell Encyclopedia of Human Evolution. Wiley-Blackwell, 2011, ISBN 978-1-4051-5510-6.
2. ↑  Frederick E. Grine, Richard G. Klein und G. Philip Rightmire: Additional human fossils from Klasies River Mouth, South Africa. In: Journal of Human Evolution. Band 35, Nr. 1, 1998, S. 95–107, doi:10.1006/jhev.1998.0225, Volltext (PDF). (Memento vom 7. Mai 2019 im Internet Archive).
3. ↑  Ronald Singer und John Wymer: The Middle Stone Age at Klasies River Mouth in South Africa. University of Chicago Press, Chicago 1982, ISBN 978-0-226-76103-9.
4. 1 2  The Emergence of Modern Humans: The Pleistocene occupation sites of South Africa. Auf: whc.unesco.org.
5. ↑  G. Philip Rightmire, Hilary John Deacon, Jeffrey H. Schwartz und Ian Tattersall: Human foot bones from Klasies River main site, South Africa. In: Journal of Human Evolution. Band 50, Nr. 1, 2006, S. 96–103, doi:10.1016/j.jhevol.2005.08.010.
6. ↑  Cynthia Larbey et al.: Cooked starchy food in hearths ca. 120 kya and 65 kya (MIS 5e and MIS 4) from Klasies River Cave, South Africa. In: Journal of Human Evolution. Band 131, 2019, S. 210–227, doi:10.1016/j.jhevol.2019.03.015.
7. ↑  The Emergence of Modern Human Behaviour: The Pleistocene Occupation Sites of South Africa.

Koordinaten: 34° 6′ 29,2″ S, 24° 23′ 24,5″ O